# Фоке Вулф Fw-44
Фоке Вулф Fw 44 штиглиц (DAR 9)  је немачки једномоторни, двоседи, двокрилац са отвореном кабином, који се користио као акробатски авион, авион за обуку пилота и спортско ваздухопловство, пре у току и након Другог светског рата. Први пут је полетео лета 1932. године а поред Нацистичке Немачке производио се још у неколико земаља. Овај авион, произведен по лиценци у Бугарској је познат под именом DAR 9.

## Пројектовање и развој
Авион Фоке Вулф Fw 44 је замишљен и пројектован као акробатски авион. Био је то двоседи двокрилац класичне конструкције, са фиксним стајним трапом и Siemens Sh 14A 7-цилиндричним радијалним ваздухом хлађеним мотором, који је свој први пробни лет извео током лета 1932. године. Главни конструктор је био инжењер Курт Танк. У току производње стално се усавршавао тако да постоје 7 модела овог авиона.

## Технички опис
Авион Фоке Вулф Fw 44 штиглиц је двоседи, једномоторни двокрилац мешовите конструкције. Носећа конструкција трупа авиона је била потпуно направљена од заварених челичних танкозидих цеви високе чврстоће а оплата највећим делом од импрегнираног платна. Труп је био претежно елиптичног попречног пресека. У највећем броју ових авиона уграђивани су седмоцилиндрични радијални ваздухом хлађени мотори Siemens-Halske Sh 14, мада су уграђивани и мотори Аргус As 8.
Крила су била дрвене конструкције, релативно танког профила са две рамењаче. Горње површине оба крила су била пресвучена импрегнираним платном а доње површине су биле обложене дрвеном лепенком. Оба крила су имала облик правоугаоника са полукружним завршетком, стим што је горње крило било померено према кљуну авиона у односу на доње. Конструкције репних крила и вертикални стабилизатор као и кормило правца и висине су била направљена од дрвета пресвучена платном.
Авион је имао класичан фиксни стајни трап са две ноге на којима су били точкови опремљени гумама нисоког притиска напред и самоподесиви гумени точак на репу авиона (модели Fw 44 А,B,C,D и E су уместо репног точка имали дрљачу).

### Варијанте авиона Фоке Вулф Fw 44 штиглиц
- Fw 44А - први прототип, акробатски авион са мотором Siemens-Halske Sh 14А.
- Fw 44B - школска верзија Fw 44А са мотором Аргус 8 снаге 135 KS (касније замењен мотором Siemens-Halske Sh 14A).
- Fw 44C - основна производна верзија са мотором Siemens-Halske Sh 14А снаге 150 KS., произведено 120 авиона.
- Fw 44D - исти као Fw 44C, нова издувна грана и остава за пртљаг иза кабине пилота.
- Fw 44E - модел Fw 44D са мотором Аргус 8, направљено само 20 примерака 1934. године.
- Fw 44F - модел Fw 44D са постављеним репним точком уместо дрљаче.
- Fw 44J - финална производна верзија са мотором Siemens-Halske Sh 14А-4 снаге 160 KS.

## Земље које су користиле Авион Фоке Вулф Fw 44 штиглиц
| - Аргентина - Аустралија - Боливија - Бразил - Бугарска - Чиле - Колумбија - Чехословачка - Финска - Кина | - Немачка - Мађарска - Пољска - Румунија - Словачка - Шпанија - Шведска - Швајцарска - Турска - Југославија |

## Оперативно коришћење
Авион Фоке вулф Fw 44 је био стандардни школски авион Луфтвафе и многих ратних ваздухопловстава у Европи и Јужној Америци а користили су га и многи Аероклубови за школовање спортских пилота. Авиони су се поред матичне фирме, производиле још три фирме у Немачкој: AGO; Bücker и Siebel. У Немачкој је у периоду од 1932 до 1945. године произведено нешто више од 1.900 одих авиона. Процењује се да је у иностранству произведено још 1.100 примерака. На основу лиценцног права овај авион се производио још у: Шведској, Финској, Норвшкој, Аустрији, Бугарској, Турској, Аегентини, Чилеу, Колумбији, Бразилу и Боливији. 

### Учешће у спортским такмичењима
Авион Фоке вулф Fw 44 је учествовао у бројним акробатским такмичењима а овде се наводе само нека:
- Светско првенство у акробатском летењу 1934 - авион Fw 44 је освојио треће место.
- Седмо немачко првенство у акробатском летењу 1935 - авион Fw 44 је освојио друго место.
- Летње олимпијске игре 1936 - је освојио Fw 44 у мушкој конкуренцији.
- Осмо немачко првенство у акробатском летењу 1936 - авион Fw 44 је освојио друго место.

### Авион Фоке Вулф Fw 44 штиглиц у Југославији
После Другог светског рата на основу Париског мировног уговора Бугарској је било ограничено наоружање па се морала ослободити вишка. Тако је 1947. године 10 авиона ДАР 9 (лиценцна производња авиона Фоке вулф Fw 44 штиглиц) пребачено у Југославију као део ратне одштете. Ови авиони су ушли у регистар РВ и ПВО извршена је њихова ревизија, испитивање и додељени су Пилотским школама Ваздухопловног савеза Југославије где су летели до њиховог расходовања. Један сачувани примерак авиона ДАР 9 се као музејски примерак чува у Техничком музеју у Загребу.